# Loa (rzeka)
Loa – najdłuższa rzeka Chile jak i przepływająca przez pustynię Atakama, licząca ok. 440 km długości. Jej wody wykorzystuje się głównie do irygacji pól.
Swoje źródła ma w Kordylierze Zachodnim, na północ od wulkanu Miño. Mapy przedstawiają je na zboczach Cerra Pereira, Cerro Aloncha lub samego wulkanu. W górnym biegu spływa przez płaskowyż na południe. Po przepłynięciu w pobliżu Cerros de Paqui i Cerro Cerrqui, mija miejscowość San Francisco de Chiu Chiu, za którą ze wschodu wpada do niej Rio Salado. Od tego miejsca rzeka skręca na zachód. Na północ skręca od ujścia do niej wód rzeki Rio San Salvador, 15 km na południowy wschód od Maria Elena. Od Quillagua jej doliną biegnie granica regionów Tarapacá po stronie północnej i Antofagasta po południowej. 30 km na północny zachód od Quillagua ponownie zmienia swój bieg, tym razem głęboką doliną  podążając na zachód do Caleta Loa – zatoki na Pacyfiku.